# Claudio Rodríguez Fer

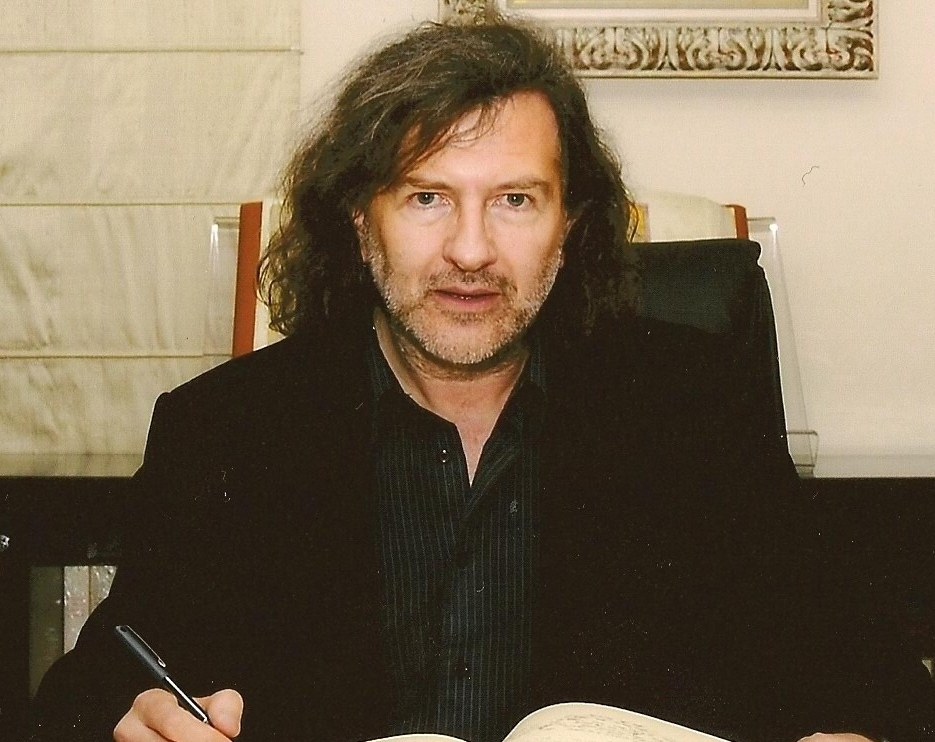
Claudio Rodríguez Fer (2013)

Claudio Rodríguez Fer (* 1956 in Lugo, Galicien) ist ein galicischer Schriftsteller, der zahlreiche Essays verfasste, sowie Lyrik und Prosatexte schrieb und zudem als Herausgeber fungiert.

## Leben
Claudio Rodriguez Fer ist Autor von zahlreichen literarischen Arbeiten in Galicisch und von modernen literarischen Studien in Spanisch. Er ist lehrt Lyrik und Ästhetik an der Universität von Santiago de Compostela. Mit Carmen Blanco koordiniert er die interkulturelle Zeitschrift Unión Libre Cadernos de vida e culturas.

## Lyrik
- Poemas de amor sen morte (1979)
- Tigres de ternura (1981), Tender Tigers (2012)
- Cinepoemas (1983)
- Historia da lúa (1984)
- A boca violeta (1987)
- Lugo blues (1987)
- Vulva (1990)
- Cebra (1991)
- A muller núa (1992)
- Extrema Europa (1996)
- A unha muller descoñecida (1997)
- Rastros de vida e poesía (2000)
- Moito máis que mil anos / Muioc'h kalz eget mil bloaz (2000)
- A vida. Gravados sobre corpo (2002)
- A loita continúa (2004)
- Viaxes a ti (2004), Voyages à toi (2008)
- Ámote vermella (2009)
- Unha tempada no paraíso (2010), Uma temporada no paraíso (2019)
- Amores e clamores (Poesía reunida) (2011)
- Terra extrema de radiación amorosa (2011)
- O cuarto bretón / La pièce bretonne (2014)
- Revolución rosaliana en Nova York / Rosalía’s Revolution in New York (2014)
- Icebergs (Micropoemas reunidos) (2015)
- Ansia das alas / L'ansia di avere le ali (2015)
- Amores sen morte / Deathless Loves (2015)
- A cabeleira (Poema en 35 idiomas) (2015)
- A Cabeleira (Poema en 60 idiomas) (2016)
- Os amores profundos / Les amours profonds (2016)
- Anarquista o nada (Poemas de la memoria libertaria) (2016)
- A cabeleira multilingüe (Poema en 65 idiomas) (2017)
- Pai meu (Amén, camarada) (Poema en 8 idiomas) (2017), 11 (2019), 16 (2020)
- Limiares sen límites / Πύλες απειράριθμες (2017)
- A muller sinfonía (Cancioneiro vital) (2018)
- Corpoética (catálogo de exposición) (2018)
- Diálogos imposibles / Dialogues impossibles (2018)
- Criptografías (2018)
- Máis alá do bosque / Dincolo de pădure (2018)
- Beleza ou barbarie / Bellesa o barbàrie (2019)
- A viaxe vermella (María Casares) (Poema en 11 idiomas) (2021)
- ADN do infinito (2021), DNA do infinito (2024)
- Nova York, Novos Poemas / New York, New Poems (2022)
- A cabeleira (Poema en 70 idiomas) (2023)

## Prosa
- Meta-relatos (1988)
- A muller loba (1993)
- Belas e bestas (2002)
- O muiñeiro misterioso (2005)
- A bela mestra (2005)
- Os paraísos eróticos (2010)
- Contos e descontos (Narrativa completa) (2011)

## Essay
- A Galicia misteriosa de Ánxel Fole (1981)
- Antonio Machado e Galicia (1989)
- Poesía galega (1989)
- Arte literaria (1991)
- José Ángel Valente (1992)
- Comentarios de textos contemporáneos (1992)
- Comentarios de textos populares e de masas (1994)
- A literatura galega durante a guerra civil (1994)
- Material Valente (1994)
- Acometida atlántica. Por un comparatismo integral (1996)
- Ánxel Fole. Vida e obra (1997)
- O mundo lucense de Ánxel Fole (1997)
- Ánxel Fole. Unha fotobiografía (1997)
- Guía de investigación literaria (1998)
- Borges dende o labirinto galego (2008)
- Valente: el fulgor y las tinieblas (2008)
- Meus amores celtas (2010)
- Valente vital (Galicia, Madrid, Oxford) (2012)
- Borges y todo (Escepticismo y otros laberintos) (2013, 2023)
- Valente vital (Ginebra, Saboya, París) (2014)
- Valente vital (Magreb, Israel, Almería) (2017)
- Valente infinito (Libertad creativa y conexiones interculturales) (2018)
- Valente epistolar (Correspondencia de José Ángel Valente con sus amistades) (2021)
- Santiago Marcos, poeta topo contra el fascismo (2023)
- Poetas concatenados: Cavafis, Cernuda, Valente y Gamoneda (2024)

## Herausgeber
- Contos de lobos, von Ánxel Fole (1985, 1989)
- Cántigas de alén, von José Ángel Valente (1987, 1989, 1996)
- Con pólvora e magnolias, von Xosé Luís Méndez Ferrín (1989)
- Os eidos, von Uxío Novoneyra (1990)
- Guerra literaria, von Rafael Dieste (1991)
- Verbas de chumbo, von Castelao (1992)
- Poesía perdida, von Ricardo Carballo Calero (1993)
- Obras reunidas, von Ángel Johán (1993)
- Cartafolio galego, von Ánxel Fole (1996)
- Obra galega completa, von Ánxel Fole (1997)
- A lenda do Grande Inquisidor, von Fjodor Dostojewski (1998)
- Cuaderno de versiones, von José Ángel Valente (2001)
- Cima del canto, von José Ángel Valente (2002)
- Obra literaria completa, von Ánxel Fole (2003)
- Obras completas II. Ensayos, von José Ángel Valente (2002)
- Ensayos sobre José Ángel Valente, de Juan Goytisolo (2009)
- Álvaro Cunqueiro en Ortigueira, de Álvaro Cunqueiro (2011)
- Musgo / Moss, de de Emily Dickinson (2015)